# Carissa
Carissa es un género con siete especies de arbustos o pequeños árboles nativos de las regiones tropicales y subtropicales de África, Australia y Asia.

## Descripción
Las especies alcanzan los 3-10 metros de altura con ramas espinosas. Las hojas oblongas son de 3-8 cm de longitud. Las flores se producen la mayor parte del año son de 1-5 cm de diámetro. Tienen cinco lóbulos blancos con la corola rosa, algunas con reminiscencias de las Gardenias. El fruto en una baya es comestible.

## Taxonomía
El género fue descrito por Carlos Linneo y publicado en Systema Naturae, ed. 12 2: 135, 189. 1767. La especie tipo es: Carissa carandas

## Especies seleccionadas
- Carissa bispinosa
- Carissa boiviniana (Baill.) Leeuwenb.
- Carissa carandas
- Carissa macrocarpa (sin. C. grandiflora)
- Carissa pichoniana Leeuwenb. (1997).
- Carissa spinarum L. (1771).
- Carissa tetramera (Sacleux) Stapf in D.Oliver & auct. suc. (eds.) (1902).[1]